# Ilgininkų apylinkės
Ilgininkų apylinkės este o arie protejată (sit de importanță comunitară — SCI) din Lituania întinsă pe o suprafață de 367,93 ha, integral pe uscat.

## Localizare
Centrul sitului Ilgininkų apylinkės este situat la coordonatele 54°16′03″N 24°10′23″E / 54.2674°N 24.173°E.

## Înființare
Situl Ilgininkų apylinkės a fost declarat sit de importanță comunitară în noiembrie 2021 pentru a proteja un număr necunoscut de specii din flora spontană și fauna sălbatică aflate în arealul zonei.

## Biodiversitate
Situată în ecoregiunea boreală, aria protejată conține 2 habitate naturale: Mlaștini turboase de tranziție și turbării mișcătoare, Păduri caducifoliate de mlaștină fino-scandinave.
La baza desemnării sitului se află un număr nedeclarat de specii protejate.